# Cavizzana

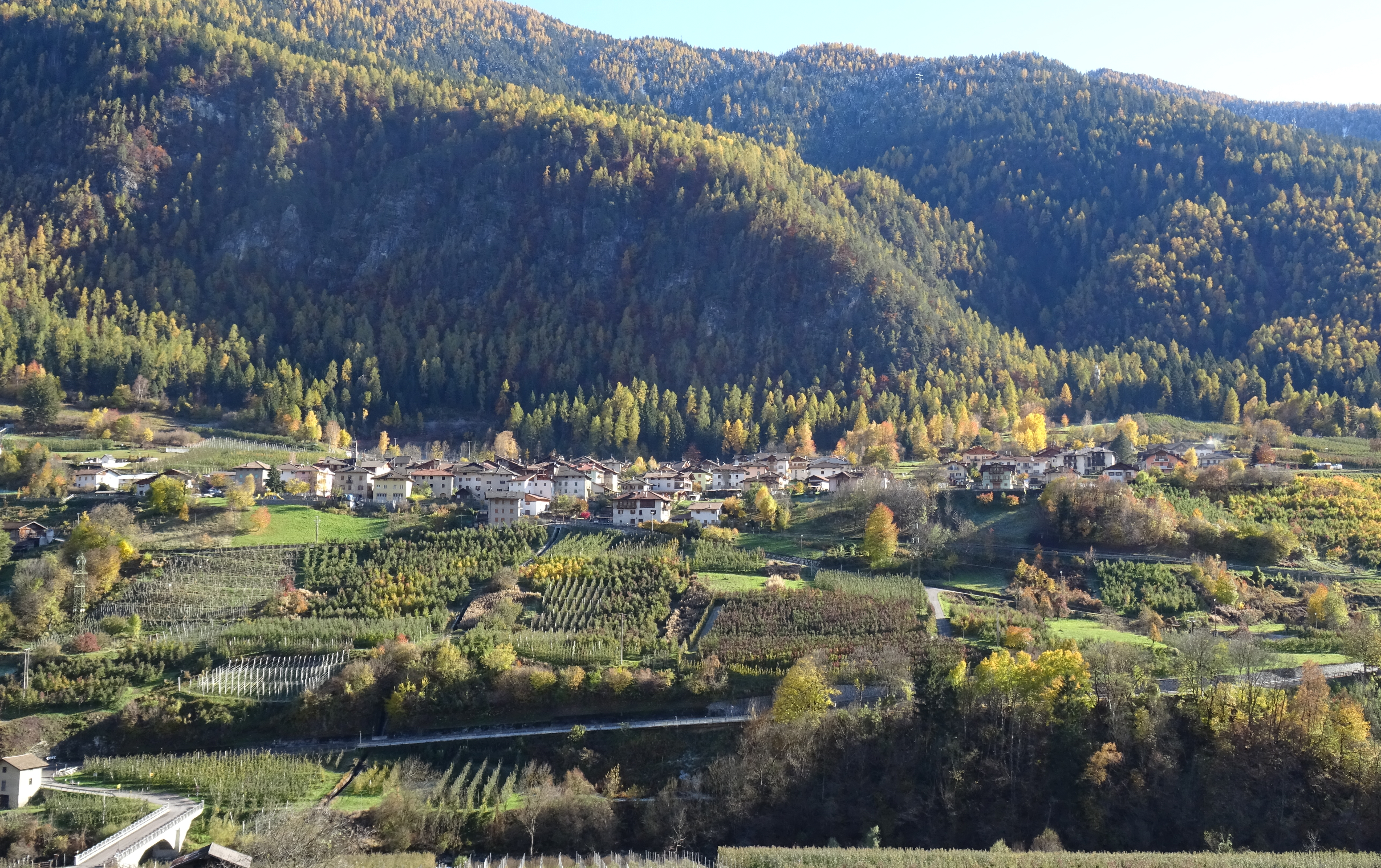
Blick auf Cavizzana

Cavizzana (Solander: Chjaviciana oder Chjavizana, deutsch veraltet: Kavitzan oder Kafitzian) ist eine italienische Gemeinde (comune) des Trentino in der autonomen Region Trentino-Südtirol mit 234 Einwohnern (Stand am 31. Dezember 2023). Die Gemeinde liegt etwa 35 Kilometer nordnordwestlich von Trient am Noce im Sulztal am Rand des Naturparks Adamello-Brenta und gehört zur Talgemeinschaft Comunità della Valle di Sole.